# 발렌티나 체르비
발렌티나 체르비(Valentina Cervi, 1976년 4월 13일 ~ )는 이탈리아의 배우이다.

## 출연 작품
- 제인 에어 - 버사 메이슨 역
- 유포리아